# Козулін Мусій Якович
Мусій Якович Козу́лін (Мойсей, Михайло; 26 лютого 1933, Дніпропетровськ — 17 серпня 2012, Дніпропетровськ) — український художник і педагог; член Спілки радянських художників України з 1961 року. Заслужений художник України з 1994 року.

## Біографія
Народився 26 лютого 1933 року в місті Дніпропетровську (нині Дніпро, Україна). Протягом 1948—1953 років навчався у Дніпропетровському художньому училищі, був учнем Олександра Куко, І. Б. Шутурова; у 1958—1960 роках — на живописному факультеті Харківськогоу художнього інституту в Євгена Єгорова, Валентина Сизикова. Дипломна робота — картина «Біля переїзду» (олія, керівник Леонід Чернов).
Упродовж 2000—2007 років — доцент факультету дизайну та реклами Дніпропетровського філіалу Відкритого міжнародного університету розвитку людини «Україна». Мешкав у Дніпропетровську в будинку на вулиці Пушкіна, № 61, квартира № 9, в будинку на набережній Перемоги, № 112, корпус № З, квартира № 46 та в будинку на вулиці Сєрова № 3, квартира № 3. Помер у Дніпропетровську 17 серпня 2012 року.

## Творчість
Працював у галузях станкового живопису та станкової графіки. Створював портрети, натюрморти, пейзажі. Використовував техніки олійного живопису, акварель, офорт, естамп. Серед робіт:
живопис
- «Гурток домбристів» (1953);
- «Під ухил» (1957);
- «Колгоспне стадо» (1958);
- «Біля телевізора» (1959);
- «На шосе» (1961);
- «Перед стартом» (1961—1962);
- «Натюрморт. Риба» (1962);
- «До фінішу» (1963, темпера);
- «Балерина народного театру» (1964, темпера);
- «Свіжий ранок» (1965);
- «Туманний ранок» (1965);
- «Друзі неба» (1967, темпера);
- «Свято на Дніпрі» (1967);
- «Тиша» (1969);
- «ДП 9 будується» (1974, Дніпровський художній музей),
- «9 травня. Гора Митридат» (1975);
- «Зустріч Володимира Щербицького зі студентами Хіміко-технологічного інституту» (1978, разом з Володимиром Ерліхом);
- «Іван Бабушкін серед робітників Катеринославського депо» (1980, разом з Володимиром Ерліхом);
- «Шахтарі Західного Донбасу» (1984—1985);
- триптих «Реквієм» (1990);
- «Стара клуня» (1993);
- «Юля» (2001);
- диптих «Це не повинно повторитися» (2002);
- «Доля» (2003);
- «Автопортрет із мамою та дідом Бенею» (2003);
- «Свято Тори» (2003);
- «До Бога» (2004);
- «Т. Кулик» (2004);
- «Неспокій» (2005);
- «Пам'ять» (2005);
- «Мальви. Околиця Калинівки» (2006);
- «Художник Володимир Жуган» (2008);
- «Художник Леонід Кудрявцев» (2008);
- «Геолог В. Дмитрієв» (2008);
- диптих «Художник і модель» (2008);

графіка
- «Хірург» (1955, акварель);
- «У полі» (1956, акварель);
- «Портрет артиста А. О. Хорушина» (1961, олівець);
- «Обід» (1966, акварель; Дніпропетровський художній музей);
- «Пісня» (1968, вугілля);
- «Переможець велогонки „Дніпровська весна“ Л. Коженка» (1971, гуаш);
- «Портрет професора Раїси Кузденбаєвої» (1978, акварель);
- «Золота осінь» (1994, акварель);

графічні серії
- «Відкриття сезону» (1961—1963, м'який лак);
- «На Дніпрі» (1962, м'який лак);
- «Ранок аероклубу»/«Ранок аерофлоту» (1965—1966, м'який лак);
- «Шляхи-дороги» (1967, вугілля);
- «Легкоатлети» (1967, м'який лак),
- «Карелією»/«Карельський альбом» (1969, акварель, фломастери);
- «Вогонь та люди»/«Будні Тсміртау» (1970—1971, акварель);
- «Західний Донбас» (1972, акварель);
- «Земля та люди» (1972, акварель);
- «Пам'ять пам'ятає» (1978, акварель);
- «Спогади старого артилериста Б. Дришлюка» (1979, акварель);
- «Дніпропетровськ спортивний» (1979);
- «Закарпаття очима художників Дніпропетровщини» (1980, акварель);
- «Динамівці» (1982, м'який лак);
- «Будні Седнєва» (1982—1984);
- «Ветерани» (1982—1985, акварель, вугілля);
- «Кримом» (1983);
- «Шахта імені XXVI з'їзду КПРС» (1985, акварель)
- «Дон–Волга» (1987);
- «Америкою» (1993—1995);
- «Дніпровська синагога» (1996);
- «Храм Святителя Чернігівського» (1996);
- «Мертве місто» (1997);
- «Ізраїль» (1999);
- «Гадяч» (2002);
- «Хризантеми» (2002—2003).

1977 року разом з іншими художниками виконав діораму «Битва за Дніпро на Аульському плацдармі» (смт Дніпровське).
Брав участь у обласних виставках з 1954 року, республіканських — з 1961 року, всесоюзних — з 1960 року. Персональні виставки відбулися у Дніпропетровську у 1964, 1966, 1978, 1988, 1998, 2002—2003 роках, Москві у 1969, 1970 роках, Києві у 1989, 2004 роках.
Крім вище згаданого музею роботи художника зберігаються у Дніпропетровському історичному музеї імені Дмитра Яворницького, Музеї «Пам'ять єврейського народу та Голокост в Україні», Луганському художгньому музеї, Третьяковській галереї у Москві, приватних колекціях у різних країнах.